# Emilio Oribe
Emilio Oribe (Melo, 1893 - Montevideo, 1975) fou un poeta, assagista, filòsof i metge uruguaià.
Va ser professor i degà de la facultat d'Humanitats i Ciències de l'Educació de la Universitat de la República i membre de l'Acadèmia de Lletres de l'Uruguai (en castellà i oficialment, Academia de Letras del Uruguay). Va cultivar una poesia avantguardista, orientada cap a l'ultraisme. La seva filosofia es va caracteritzar sobretot per aforismes i posicions clarament idealistes.
És considerat com a integrant de la Generació del Centenari, paraula que fa referència al centenari de la independència de l'Uruguai, és a dir, a la generació d'artistes que van tenir el seu gran moment en els anys 1930, al costat de Líber Falco i de Carlos Sabat Ercasty.

## Obres principals

### Poesia
- Alucinaciones de belleza (1912).
- El nardo del ánfora (1915).
- El castillo interior (1917).
- El halconero astral (1919).
- El nunca usado mar (1922).
- La colina del pájaro rojo (1925).

### Assajos
- Poética y plástica (1930).
- Teoría del «nous» (1934).
- El mito y el logos (1945).
- Ars magna (1960).